# 郭聖通
郭 聖通（かく せいつう）は、後漢の初代皇帝光武帝（劉秀）の皇后。別称は光武郭皇后。冀州真定国藁城県の人。

## 事跡

### 光武帝の皇后となる
真定国の名族の生まれである。父の郭昌は、巨大な田宅財産を異母弟に譲り、国人から義とされた。郭昌は真定恭王劉普の娘を娶り（以後、劉普の娘は郭主と号す）、娘の聖通と子の況が生まれた。郭昌は早くに死去し、姉弟は郭主によって養育された。
更始2年（24年）春、劉秀は河北の王郎討伐の途中に真定に立ち寄り、この時、郭聖通を娶った。これは、劉秀が郭聖通の叔父の劉楊（劉揚）との関係を強化しようと目論んだことも動機である。劉秀が光武帝として即位すると、郭聖通は貴人として立てられた。
建武元年（25年）、郭聖通は皇子の劉彊を生んだ。また、当時16歳であった弟の郭況も黄門侍郎として登用されている。翌建武2年（26年）、郭聖通は皇后に、劉彊が皇太子に、それぞれ立てられた。なお同年には、真定王となっていた劉楊が謀反を企んだとして、光武帝の命を受けた前将軍耿純により誅殺された。

### 廃后とその後
建武14年（38年）に郭況が城門校尉に昇進した頃から、郭聖通は光武帝からの寵愛が衰えたため、しばしば恨みを抱くようになる。そのため建武17年（41年）、郭聖通は皇后から廃され、陰麗華に取って代わられた。この時、光武帝が三公に詔を下して言うには、「郭皇后は恨みを抱き、教令に違背しており、また、その他の子（異腹の子）を教え諭し、従わせることができなかった（「不能撫循它子、訓長異室」）。それは、宮中にあたかも鷹や隼（「鷹鸇」）が在るかのようであった」とのことである。
このとき、劉彊も自ら望んで皇太子を廃された。そして、郭聖通の2番目の子である劉輔が中山王に封じられたことにより（このとき、常山郡が中山国と改められている）、郭聖通は中山王太后となっている。ただし郭氏全体としては、郭況が大国の陽安侯に封じられたなど、郭聖通の廃后によっても失脚することはなかった。建武20年（44年）、劉輔が沛王に転じたことに伴い、郭聖通は沛王太后となった。
建武28年（52年）、郭聖通は死去した。北邙山に埋葬された。光武帝は郭聖通を憐れむとして、郭況の子である郭璜に淯陽公主を娶わせ、郎官として登用した。